# Château de Lindisfarne
Le château de Lindisfarne est un château datant du XVIe siècle situé sur l'île d'Holy Island, près de Berwick-upon-Tweed, dans le Northumberland, en Angleterre. Il fut grandement modifié par Sir Edwin Lutyens en 1901. L'île est accessible depuis la terre ferme, à marée basse, grâce à l'existence d'une chaussée submersible.

## Histoire
Le château est situé dans ce qui constituait autrefois la très instable zone frontalière entre l'Angleterre et l'Écosse. Non seulement les Anglais et les Écossais étaient en guerre, mais la région était également fréquemment attaquée par les Vikings. Le château fut construit en 1550, à l'époque où le prieuré de Lindisfarne devint hors d'usage, et où les pierres de cet édifice furent utilisées comme matériau de construction. Il est considéré comme petit d'après les normes habituelles, et ressemblait davantage à un fort. Le château est situé sur le point culminant de l'île, un piton de roches sombres d'origine volcanique appelé Beblowe et constituant une toute petite partie du Whin Sill.
La position du château de Lindisfarne en mer du Nord le rendit vulnérable aux attaques des Écossais et des Vikings, et à l'époque des Tudor, il était clair qu'il y avait un besoin pour une fortification plus forte, même si, en ce temps-là, à l'évidence, les Vikings ne constituaient plus un danger. Cela aboutit à la création d'un fort sur la falaise de Beblowe Crag entre 1570 et 1572, constituant la base du château actuel.
À la suite de la suppression du prieuré par Henri VIII, ses troupes utilisèrent les ruines comme entrepôt destiné à la marine. En 1542, Henri VIII ordonna au comte de Rutland de fortifier le site contre une éventuelle invasion écossaise. En décembre 1547, Ralph Cleisbye, capitaine du fort, disposait alors de canons. Cependant, la falaise de Beblowe Crag ne fut pas fortifiée avant 1549 et, en 1565, Sir Richard Lee (en) ne vit à cet endroit qu'une plate-forme pourrie et un rempart de gazon. Élisabeth Ire réalisa par la suite des travaux au fort, le renforçant et le dotant de plates-formes nécessaires aux nouveaux développements de la technologie de l'artillerie. Ces travaux effectués en 1570 et 1571 coûtèrent 1 191 £. Lorsque Jacques Ier arriva au pouvoir en Angleterre, il associa les trônes anglais et écossais, et l'utilité du château diminua. À cette époque, le château abritait encore la garnison de Berwick et protégeait le petit port de Lindisfarne.
Au XVIIIe siècle, le château fut brièvement occupé par les rebelles jacobites, mais fut rapidement repris par les soldats de Berwick qui les emprisonnèrent; les rebelles creusèrent un chemin pour sortir et se cachèrent pendant neuf jours à proximité du château de Bamburgh avant de réussir à s'échapper pour de bon.
Des années plus tard, le château fut utilisé comme poste de surveillance pour les garde-côtes et devint une sorte d'attraction touristique. Charles Rennie Mackintosh fit un croquis de l'ancien fort en 1901.
En 1901, il devint la propriété d'Edward Hudson (en), magnat de l'édition et propriétaire du magazine Country Life (en). Il le fit rénover suivant le style Arts & Crafts par Sir Edwin Lutyens. Selon une rumeur, Hudson et son architecte seraient tombés sur le bâtiment par hasard alors qu'ils parcouraient le Northumberland et ils auraient escaladés le mur afin d'explorer l'intérieur.
Le jardin clos, qui à l'origine fut le potager de la garnison, fut conçu entre 1906 et 1912 par une amie de longue date et collaboratrice de Lutyens, Gertrude Jekyll. Il se situe à une certaine distance du château lui-même. Entre 2002 et 2006, il fut restauré selon le plan de plantation d'origine élaboré par Jekyll, qui est actuellement conservé dans la collection Reef (Reef Collection) à l'Université de Californie à Berkeley. Le château, le jardin et les fours à chaux à proximité sont gérés par le National Trust depuis 1944 et sont ouverts aux visiteurs.
Lutyens utilisa des bateaux désaffectés retournés (« herring busses » en anglais) comme abris. En 2005, deux de ces bateaux furent détruits par un incendie criminel. Ils furent remplacés en 2006 et le troisième bateau a aujourd'hui été rénové par le National Trust. Le remplacement des deux bateaux brûlés par deux nouveaux servant d'abris figure dans un nouveau DVD intitulé Diary of an Island. On y voit un bateau de pêche de Leith réduit de moitié dans un chantier naval d'Eyemouth ainsi que les deux "abris" transportés jusqu'à l'île, soulevés et déposés par une grue.
L'architecte espagnol Enric Miralles utilisa les "herring busses" retournés de Lutyens comme source d'inspiration lorsqu'il conçut le bâtiment du Parlement écossais d'Édimbourg.

## Rénovation de Lutyens
L'entrée du château est assez spectaculaire, il faut en effet emprunter une montée raide autour du socle rocheux. Cette pente originale imaginée par Lutyens n'était protégée ni par des rampes ni par des barrières, afin de tenter de mettre l'accent sur la nature exposée du site. Lorsque le futur George V et la reine Mary firent une visite en 1908, on dit qu'ils furent alarmés par la pente et la surface pavée.
Une fois à l'intérieur du château, le hall d'entrée est sectionné par de gros piliers de pierre, qui rappelle quelque peu la nef d'une église avec le rouge-brun foncé de la pierre contrastant avec le plâtre blanchi à la chaux. Le reste de l'espace est constitué d'un sol en pierre nu.
La cuisine est presque aussi nue, et est dominée par une grande cheminée en pierre. Ici, comme à Castle Drogo (en), Lutyens utilise l'espace de manière intéressante. Partout dans le château, il a utilisé de la pierre, de la brique, de l'ardoise et du bois pour créer des formes simples, et des textures pour témoigner d'un style de vie rustique et spartiate. Malgré son statut de château, il reste un espace accueillant où la dimension humaine est à la taille des pièces, mais les éléments architecturaux sont disparates. Dans l'arrière-cuisine, il y a une minuscule fenêtre située au-dessus d'un évier en pierre autour duquel se trouve le mécanisme utilisé pour faire fonctionner la herse.
Lorsque l'on descend dans la salle à manger, on se trouve à l'intérieur des vestiges du fort Tudor. À cet endroit, ainsi que dans la salle d'expédition adjacente, les voûtes sont entièrement fonctionnelles car elles soutiennent la batterie de canons située au-dessus. La large cheminée contient un vieux four à pain; ici Lutyens a marqué l'âge de la pièce avec un réseau de fenêtres de style néogothique, dotées de rideaux retombant le long du mur. L'une des parois située à l'extrémité est peinte en un riche bleu de Prusse, contrastant avec le sol constitué de chevrons en briques rouges.

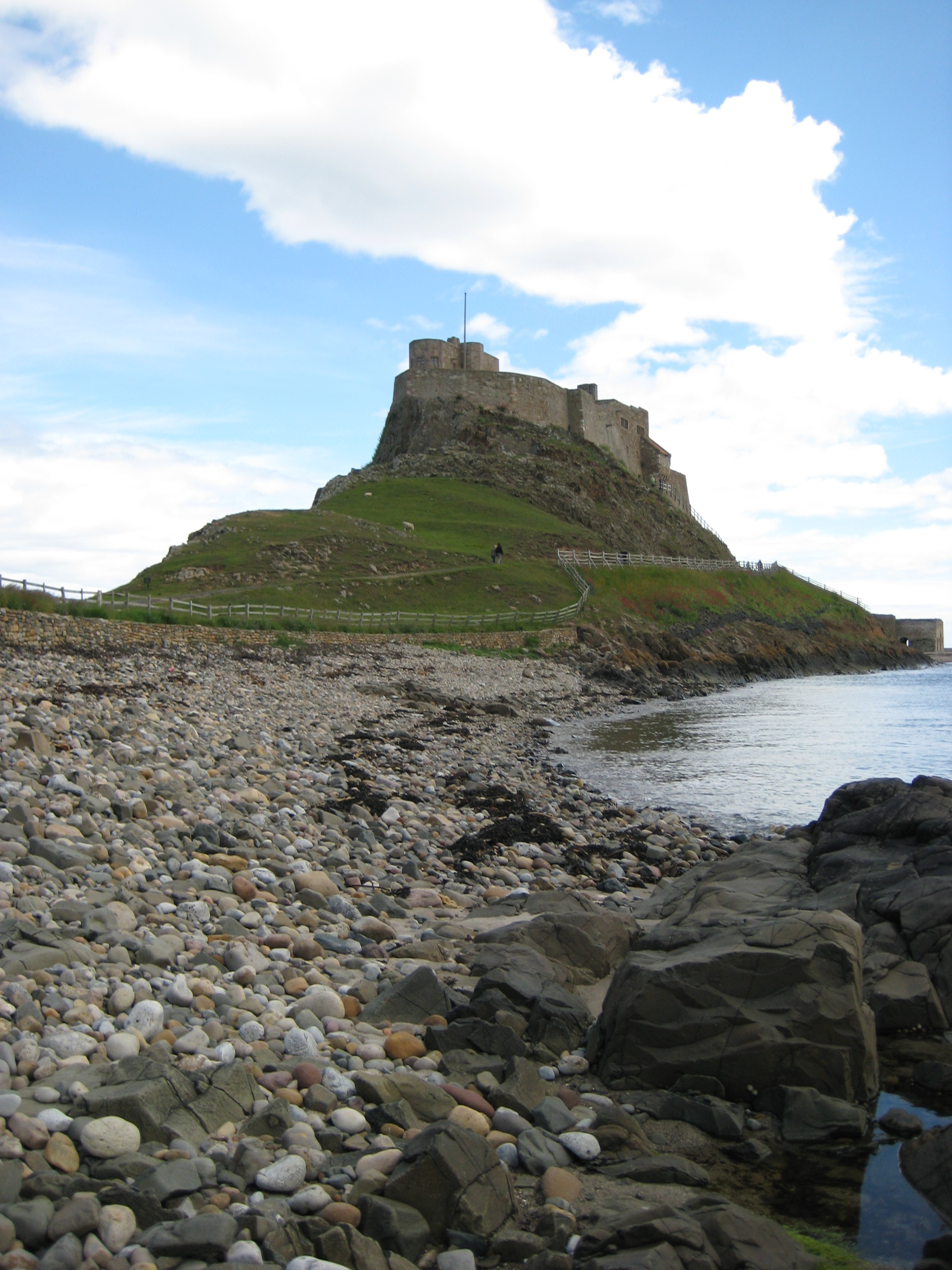
Vue sur le château de Lindisfarne.

À côté se trouve la salle d'expédition des marchandises où un mur vert joue un rôle similaire. Le mobilier est en harmonie, avec des tables et des meubles constitués en grande partie de bois sombre. Les couleurs des quelques fauteuils et canapés rembourrés sont maintenant devenues plus pâles et plus douces. La plus grande chambre, à l'est, est lumineuse et spacieuse et possède elle aussi des rideaux sur des tringles gigognes. La longue galerie était un nouvel espace créé par Lutyens, destiné à faire écho aux grandes galeries des maisons élisabéthaines et jacobéennes. L'échelle est beaucoup moins importante, mais encore une fois, l'utilisation de voûtes en pierres apparentes et de poutres en chêne procure une sensation grandiose et rustique. Plus loin, une galerie supérieure est dotée d'une plate-forme surélevée à une extrémité. De là, une porte en chêne mène à la batterie supérieure avec ses vues spectaculaires donnant sur la côte. La salle de musique du château a été utilisée par Guilhermina Suggia, un visiteur assidu, un violoncelle se trouve d'ailleurs toujours dans la pièce pour marquer ce fait.

## Lieu de tournage
Le château de Lindisfarne a servi de lieu de tournage pour un certain nombre de films.
Cul-de-sac, un grand classique de 1966 de Roman Polanski, une comédie psychologique dramatique mettant en vedette Donald Pleasence, Lionel Stander et Françoise Dorléac, a été entièrement tourné dans et autour du château. Il a servi de résidence aux personnages joués par Pleasence et Dorléac. Polanski est revenu plus tard au château afin de filmer quelques scènes de Macbeth (1971), film dans lequel il représente le château de Glamis. Le choix de ce château dans Macbeth inspira les producteurs de la série télévisée Cold Feet : Amours et petits bonheurs (1998-2003) qui utilisèrent l'extérieur comme lieu de tournage dans un épisode, les scènes d'intérieur étant cependant tournées à Hoghton Tower (en). Il a également été utilisé comme décor dans The Scarlet Pimprenel (en), un film de 1982 qui a pour vedette Anthony Andrews.

## Source
- (en) Cet article est partiellement ou en totalité issu de l’article de Wikipédia en anglais intitulé « Lindisfarne Castle » (voir la liste des auteurs).